# Сиддики, Абулхасан
Абулхаса́н Сидди́ки (перс. ابوالحسن صدیقی‎, 1894—1995) — иранский скульптор и художник. Известен своими скульптурами и портретами деятелей персидской культуры прошлого (Фирдоуси, Ибн Сина и др.). Созданные им образы позднее стали считаться в Иране каноническими.

## Биография
Абулхасан Сиддики родился 5 октября 1894 года в Тегеране. Ещё в юности увлёкся живописью и скульптурой. Его первым учителем стал Камаль оль-Мольк, который отметил несомненный и незаурядный талант ученика. С его помощью и финансовой поддержкой Сиддики смог выехать в Европу. Там он закончил парижскую Школу изящных искусств и открыл собственную мастерскую в Италии. С Италией связаны его основные и получившие наибольшую известность работы. Это в том числе скульптура Фирдоуси и портрет Ибн Сины, на основе которого позднее им же была создана скульптура.